# یه لین
یه لین (انگلیسی: Ye Lin؛ زادهٔ ۲۷ نوامبر ۱۹۷۲) شمشیرباز زن اهل چین بود. 
وی در مسابقات کشوری و بین‌المللی در مجموع برندهٔ ۱ مدال طلا شده‌است.